# Оргија
Оргија је у ранијим религијским и световним прославама ритуал у којем се конзумирањем алкохола, игром и сексуалним комуникацијама постиже стање усхићења, екстазе и космичког заноса. Савремени смисао световног, раскалашног, необузданог весеља, бахатог и развратног понашања, које се у различитим социјалним заједницама на различите начине примењује.
Светски рекорд у броју особа које на једном месту у исто време обављају сексуални однос, највеће оргије на свету, је постављен октобра 2006. године у Јапану, када је 500 особа (250 мушкараца и 250 жена) имало однос у једном преуређеном складишту.